# コーラスライン
『コーラスライン』（A Chorus Line）は、1975年7月25日に初演されたブロードウェイ・ミュージカル。マイケル・ベネットの原案・振付・演出、マーヴィン・ハムリッシュの音楽による。
舞台はブロードウェイの劇場で、コーラスラインのオーディションに参加するダンサーたちを描く。「コーラスライン」は稽古時に舞台上に描く「線」を指し、コーラス担当で役名が付されないキャストたちが、ダンスなどで越えて前面へ出てはならない「線」である。メインキャストとコーラスを隔てる象徴ともなっている。
1975年の初演から1990年4月28日の千秋楽まで6137回公演して当時最長のロングラン公演記録となり、1976年のトニー賞で最優秀ミュージカル賞をはじめ9部門を獲得した。ブロードウェイでは『CATS』に抜かれるまで最長のロングラン記録であった。制作に1年を費やした。
2006年10月5日からブロードウェイの・ショーエンフェルド劇場 (Schoenfeld Theatre) でリバイバルされ、759回公演して2008年8月17日にクローズした。
2006年バージョンはオーディションの模様がドキュメンタリー映画として撮影され、日本で2008年10月に『ブロードウェイ♪ブロードウェイ〜コーラスラインにかける夢〜』として公開された。
1986年、2009年と2011年に来日公演が行われた。
日本では劇団四季が1979年9月24日に初演し、以来断続的に上演される同劇団の歴史的に重要なレパートリーの1つである。日本版上演にあたり演出家の浅利慶太は、台本の1行1行全てについてマイケル・ベネットから解説された。初演の舞台稽古にベネットも訪れた。

## ストーリー
N.Y.ブロードウェイ。幕が上がると、新作のためのオーディションの真っ最中。新進演出家ザックの元に集まった大勢のダンサーの中には、ザックの元恋人・キャシーの姿もあった。彼女はかつてスポットライトを浴びたこともあるもののハリウッドに進出して挫折、一からやり直すつもりで再びブロードウェイに戻ったのだった。
厳しいオーディションに合格したとしても手に入るのは「コーラス」、つまり無名の端役。「君たちはスターを彩る額縁、誰も僕の目を惹いてはいけない」とザックに宣告され、それでもダンサーたちはたった8人の採用枠に残るために自分のすべてを賭ける。「君たち自身を知りたい」というザックの問いかけに、躊躇しながらも赤裸々に自分の人生について語り始める。

## ミュージカルナンバー
- I Hope I Get It
- I Can Do That
- At the Ballet
- Sing!
- Hello Twelve, Hello Thirteen, Hello Love (Montage)
- Nothing
- The Music and the Mirror
- Dance: Ten; Looks: Three
- One
- What I Did for Love （愛した日々に悔いはない）
- One （Reprise）

## 楽器編成
- REEDS:
  - I. Alto Saxophone, Flute, Piccolo, Soprano Clarinet, Alto Flute
  - II. Alto Saxophone, Soprano Clarinet, Bass Clarinet, E♭ Sopranino Clarinet, Flute
  - III. Tenor Saxophone, Oboe, English Horn, Soprano Clarinet, Flute
  - IV. Baritone Saxophone, Bassoon, E♭ Contralto Clarinet, Flute, Soprano Clarinet
- Trumpet & Fluegelhorn I, II, III
- Tenor Trombone I, II
- Bass Trombone
- PERCUSSION:
  - Timpani, Xylophone, Vibraphone, Bass Drum, Bell Plate, Bell Tree, Bells, Drums
- Harp
- Contrabass & Electric Bass
- Guitar & Banjo
- KEYBOARD:
  - I.Piano, Electric Piano, Celesta
  - II.Electric Organ, Electric Harpsichord

## 逸話
- 原題 "A Chorus Line" につく冠詞の 'A' は、新聞の劇場欄で先頭に記載されることを期待して付け加えられた。
- 作者は、ウォーターゲート事件に対する反発からこのミュージカルを製作、汚れたヒーローではなく、正直なマイノリティ（端役）を描いた。
- ストーリーの途中、オーディションを受けるダンサーたちが語った告白の一部は、実話を元にして取り入れたものである。
- 代表曲の「One」は、日本ではキリン一番搾り生ビールのCMなどで使用された。
- 1980年代から1990年代にかけて、西武ライオンズの選手全員が観覧に来るのが名物だった。

## パロディ
- 浪花座コーラスライン - 1987年に関西テレビで放送されたミュージカル特番。大竹まことらが出演。